# (1536) Pielinen
(1536) Pielinen es un asteroide perteneciente al cinturón de asteroides descubierto el 18 de septiembre de 1939 por Yrjö Väisälä desde el observatorio de Iso-Heikkilä, Finlandia.

## Designación y nombre
Pielinen fue designado inicialmente como 1939 SE.
Más adelante se nombró por el Pielinen, uno de los principales lagos de Finlandia.

## Características orbitales
Pielinen orbita a una distancia media de 2,204 ua del Sol, pudiendo alejarse hasta 2,634 ua. Su inclinación orbital es 1,531° y la excentricidad 0,1951. Emplea 1195 días en completar una órbita alrededor del Sol.